# Stefano Bottoni
Stefano Bottoni (Bologna, 1977. július 7. –) Budapesten élő olasz–magyar nemzetiségű történész, főként a romániai magyar kisebbség történetével foglalkozik.

## Élete, képzései
Olasz apától és magyar anyától született. 1996–2001 között egyetemi hallgató volt a Bolognai Egyetem Bölcsészkara legújabbkori történelem tanszékén. Diplomavédése 2001. március 23-án történt summa cum laude minősítéssel Kelet-Európa történelméből. Dolgozata címe: Le minoranze ungheresi nell’Europa centro-orientale 1944–1948 (A magyar kisebbségek Közép-Kelet Európában, 1944–1948). Témavezetők: prof. Francesco Benvenuti, prof. Carla Tonini.
2002–2004 között ösztöndíjas doktorandusz a Bolognai Egyetem Bölcsészkarán, a Legújabbkori Történelem tanszéken, a „Storia d’Europa” (Európa története) című doktori program keretén belül (vezető: prof. Maria Salvati). Témavezetők: prof. Francesco Benvenuti, prof. Carla Tonini, prof. Dennis Deletant (University of London – SSEES). Doktori címvédése 2005. május 13-án volt. Disszertációja címe: Territorialità e politica etnica in Europa centro-orientale: il caso della Regione Autonoma Ungherese in Romania, 1952–1960 (Területi kérdések és etnopolitika Közép-Kelet-Európában. A romániai Magyar Autonóm Tartomány esete, 1952–1960).

### Nyelvismerete
Poliglott: olasz (C2 szint), magyar (C2), angol (C1), román (B2), francia (B1) és német nyelven (B1) kutat és publikál.

### Munkahelyek
- 2001: A Giangiacomo Feltrinelli Alapítvány külső munkatársa
- 2002–2005: Doktorandusz/ösztöndíjas, Bolognai Egyetem
- 2005–2013: szerződéses oktató, Bolognai Egyetem
- 2007–2011: post-doc kutató, Kelet-Piemonti Egyetem
- 2009–2011: tudományos munkatárs, MTA Bölcsészettudományi Kutatóközpont Történettudományi Intézet
- 2012–: tudományos főmunkatárs ugyanott[1]

### Kutatási terület
Közép-Európa politika- és társadalomtörténete, történelme a legújabb korban, különös tekintettel a nemzetiségi kérdésre; nemzetépítés és államépítés Romániában a kommunizmus időszakában; a Magyar Autonóm Tartomány (1952–1960) mint társadalomtörténeti probléma és hatalmi szerkezet.

## Szakmai tapasztalatok, kutatási projektek

### Levéltári kutatások
- 2002 London, Public Record Office, Foreign Office
- 2002–2003 Budapest, MOL
- 2003–2004 Bukarest, Arhivele Nationale, Arhiva CNSAS, Arhiva CSIER
- 2003–2004 Marosvásárhely, Maros Megyei Archívumok Igazgatósága

### Előadó nemzetközi konferenciákon
- 2001 Trento (Bibó konf.)
- 2002 Oxford (Central Europe konf.)
- 2002 Forlì (ASEN special convention)
- 2002-2003 Budapest, Teleki László Intézet éves konferenciái
- 2003 Nagyszeben (Minorities under stalinism)
- 2003 Lecce (SISSCO éves konf.)
- 2003-tól, a Teleki László Intézet Közép-Európai Tanulmányok Központja vendégkutatója. Részt vesz a Bárdi Nándor irányításával indított programon, amelynek címe: A kisebbségek régi és új szerveződései.
- 2004 Párizs (Le communisme et les élites en Europe Centrale)

### Szakmai tapasztalatok, intézményi háttér
- 2001–2002 a Giangiacomo Feltrinelli Alapítvány külső munkatársa (Milánó)
- 2001–2004 a Teleki László Intézet külső munkatársa (Budapest)
- 2005 – a Teleki László Intézet tudományos ösztöndíjasa
- 2005/2006 a Bolognai Tudományegyetem oktatója (Műemlékvédelmi Kar, „Kelet-Európa történelme és civilizáció” szak, Ravenna). Tanított tantárgy (54 órás/9 kredites kurzus, I. félév): Kelet-Európa története. A meghirdetett kurzus címe Magyarország története a XIX. és XX. században.

### Tudományos egyesületi tagságai
- 2001– Centro di studi sulla storia dell’Europa orientale (CSSEO, Trento)
- 2003– Societá italiana per lo studio della storia contemporanea (SISSCO, Róma)
- 2005– Associazione italiana per lo studio della storia (AISSECO, Róma)
- 2012– Association for Slavic, East Europian and Eurasian Studies
- 2014– OTKA/NKFI zsűritag
- 2015– Association for Romanian Studies
- 2016– Association for the Study of Nationalities

## Szerkesztői, rovatvezetői, szerkesztőbizottsági tagsági tevékenysége
- Il Mestiere di Storico: 2007–2011
- Revista Arhivelor: 2007-től
- Quaderni Storici: 2011–2013
- Világtörténet: 2012–2015 (felelős szerkesztő), 2016 – szerkesztő, rovatvezető

## Projektek, külföldi ösztöndíjak
- 2006.09.01 – 2009.08.31. MTA, Bolyai János-ösztöndíj
- 2005.01.01 – 2006.04.31. Teleki László Intézet, kutatói ösztöndíj
- 2002.09.01 – 2003.02.31. Olasz-magyar államközi ösztöndíj
- 2016.02.01 – 2019.01.31. Research team member in the HORIZON 2020 winner international project Cultural Opposition – Understanding the Cultural Heritage of Dissent in the Former Socialist Countries (COURAGE) coordinated by the Research Centre for the Humanities of the Hungarian Academy of Sciences (MTA BTK)
- 2015.03.01 – 2015.11.30 Imre Kertész Kolleg, Jéna. A kutatási projekt címe: Nation-building as internal security: the Romanian secret service and the Hungarian minority in Transylvania, 1956–1989
- 2012.01.01 – 2012.02.28: Zentrum für Zeithistorische Forschung, Potsdam. Vendégkutató a Physical violence in State socialism című nemzetközi projekt keretében
- 2007.10.01 – 2008.10.01: Volkswagen Stiftung: „Schleichwege“: Inoffizielle Begegnungen und Kontakte sozialistischer Staatsbürger 1956 – 1989. Kutatási téma: Komárom/Komárno. Hivatalos és informális kapcsolatok egy közép- európai ikervárosban (1960–1985)
- 2006.05.01 – 2006.12.31. A romániai elnöki „kommunizmus bizottság” szakértője (Comisia prezidenţială pentru Analiza Dictaturii comuniste din România)

## Egyetemi oktatói tevékenysége
- 2014.09.01. – ELTE Jelenkori Magyar Történeti Tanszék: Magyarország története kelet-közép-európai kontextusban. Varga Zsuzsanna – Stefano Bottoni (Szeminárium P/TÖ/JKM/-7/B BBN-TÖR-273/6)
- 2014/2015. tanév I. félév 2005.09.01 – 2013.08.31. Bolognai Tudományegyetem, megbízott előadó (Kelet-Európa Története, 3. éves 10 kredites kurzus, 30x2 megtartott előadás és szeminárium)
- 2009.02.20 – 2009.03.20. Meghívott előadó: Debreceni Egyetem JPK, Politikaelméleti- és politikatörténeti Tanszék. Közpolitikai-közéleti speciális képzés (A Kádár-korszak)

## Magyarul megjelent művei
- Az 1956-os forradalom és a romániai magyarság. 1956–1959; főszerk. Stefano Bottoni; Pro-Print, Csíkszereda, 2006 (Források a romániai magyarság történetéhez)
- Sztálin a székelyeknél. A Magyar Autonóm Tartomány története. 1952–1960; Pro-Print, Csíkszereda, 2008 (Múltunk könyvek)
- A várva várt Nyugat. Kelet-Európa története 1944-től napjainkig; ford. Andreides Gábor; MTA BTK Történettudományi Intézet, Budapest, 2014 (Magyar történelmi emlékek. Értekezések)
- A várva várt Nyugat. Kelet-Európa története 1944-től napjainkig; ford. Andreides Gábor; 2. jav. kiad.; MTA BTK Történettudományi Intézet, Budapest, 2015 (Magyar történelmi emlékek. Értekezések)
- Egy különleges kapcsolat története – A magyar titkosszolgálat és a Szentszék, 1961–1978[2]
- 1956 Romániában – Eseménytörténet és értelmezési keretek
- A hatalom megszállottja – Orbán Viktor Magyarországa. Magyar Hang Könyvek, Budapest, 2023

## Díjak, kitüntetések
- Akadémiai Ifjúsági Díj (2011)
- Hanák Péter-díj (2012)